# Roxburgo
El ya inexistente burgo real o Roxburgo (Rosbrog en gaélico escocés), era un burgo comercial importante en la Escocia de la Alta Edad Media. En esta época, tuvo tanta importancia como Edimburgo, Stirling, o Berwick-upon-Tweed, siendo la capital de facto y la residencia real de David I. Su relevancia recae en su ubicación en el centro de una de las regiones más fértiles de las tierras bajas escocesas. Además, su emplazamiento sobre el río Tweed, que facilitaba el transporte de bienes hacia el puerto de Berwick-upon-Tweed, favoreció su crecimiento. Su posición geográfica también le permitió oficiar de barrera frente a la invasión inglesa.